# Szjapan Haratscheuskich
Szjapan Michailawitsch Haratscheuskich (belarussisch Сцяпан Міхайлавіч Гарачэўскіх, russisch Степан Михайлович Горячевских/Stepan Michailowitsch Gorjatschewskich; * 26. Juni 1985 in Nischnekamsk, Russische SFSR) ist ein belarussischer Eishockeytorwart, der seit 2020 beim HK Brest unter Vertrag steht.

## Karriere
Szjapan Haratscheuskich begann seine Karriere als Eishockeyspieler in seiner Heimatstadt im Nachwuchsbereich von Neftechimik Nischnekamsk, für dessen Profimannschaft er in der Saison 2003/04 sein Debüt in der russischen Superliga gab. Anschließend erhielt der Torwart einen Vertrag beim HK Junost Minsk, für den er in den folgenden sechs Jahren in der belarussischen Extraliga, sowie anfangs parallel für dessen zweite Mannschaft HK Junior Minsk in der zweiten belarussischen Liga, zwischen den Pfosten stand. Mit Junost Minsk gewann der belarussische Nationalspieler 2004, 2005, 2006 und 2009 jeweils die nationale Meisterschaft sowie 2004 den nationalen Pokalwettbewerb und auf europäischer Ebene 2007 den IIHF Continental Cup. Zudem scheiterte er in der Saison 2007/08 mit seiner Mannschaft erst im Playoff-Finale am Stadtnachbarn HK Keramin Minsk.
Für die Saison 2009/10 wurde Haratscheuskich vom HK Schachzjor Salihorsk aus der Extraliga verpflichtet. Dort begann er auch die folgende Spielzeit und beendete sie als Stammtorwart beim HK Donbass Donezk, mit dem er Ukrainischer Meister wurde. In der Saison 2011/12 nahm er mit Donbass am Spielbetrieb der Wysschaja Hockey-Liga, der zweiten russischen Spielklasse, teil.

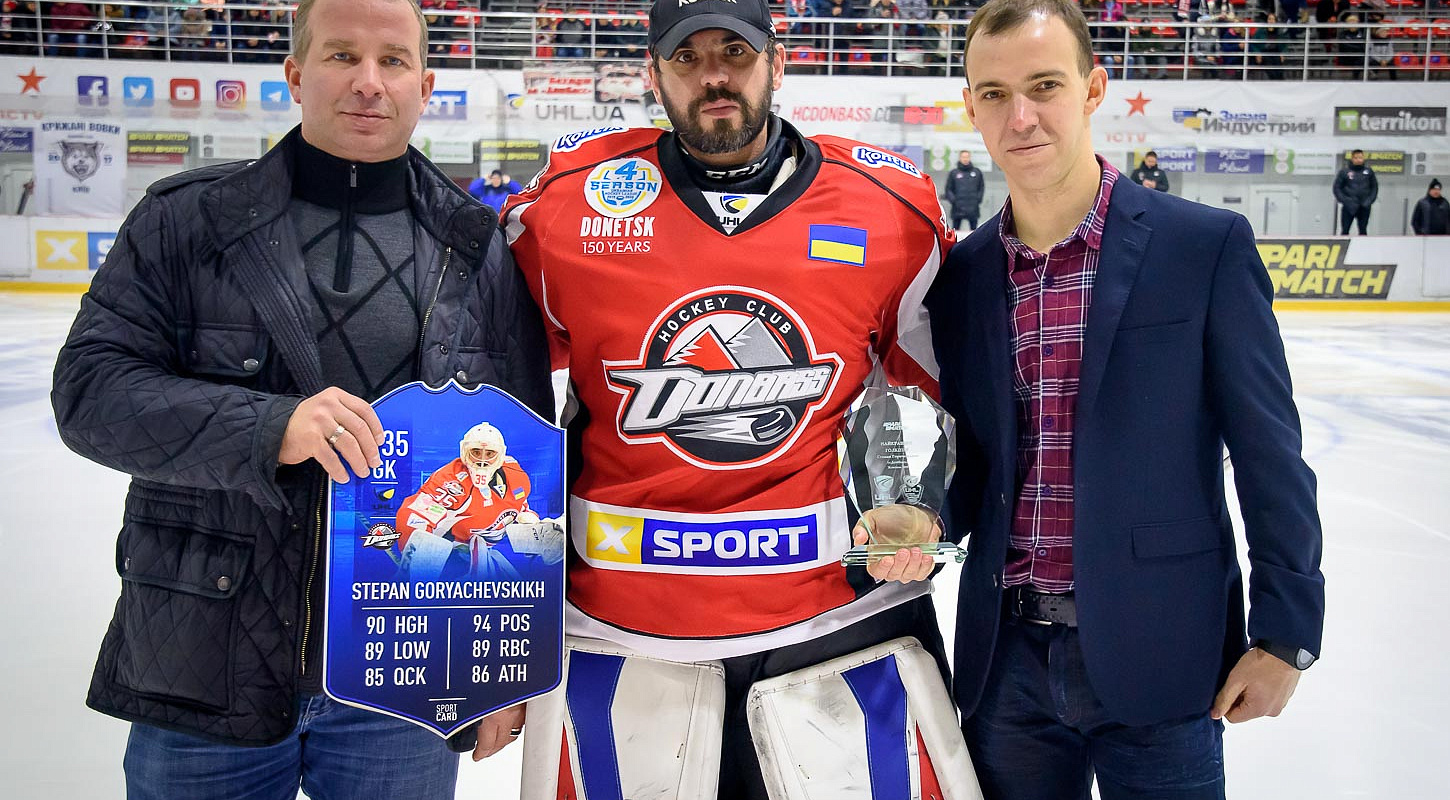
Szjapan Haratscheuskich, November 2019

Im September 2013 wechselte er innerhalb der WysHL zum HK Saryarka Karaganda und gewann mit dem Klub aus Qaraghandy 2014 die Meisterschaft dieser Spielklasse. Dabei überzeugte er sowohl in der regulären Saison, als auch in den Play-offs, mit einem Gegentorschnitt deutlich unter 2,00 und mit Fangquoten über 92 %. Nach diesem Erfolg wurde er vom HK Jugra Chanty-Mansijsk verpflichtet, bei dem er sich durchsetzen konnte und mit 29 Einsätzen die meisten Partien der vier eingesetzten Torhüter des Klubs absolvierte. Daher wurde er im Juni 2015, zusammen mit Kirill Putilow, vom HK Lada Toljatti verpflichtet. Dort konnte er sich jedoch nicht durchsetzen und wechselte noch im August desselben Jahres in die kasachische Liga zum  HK Arlan Kökschetau.
In der Saison 2018/19 spielte er beim rumänischen Klub Gyergyói HK in der Erste Liga, anschließend ein Jahr bei Donbass Donezk.

### International
Für Belarus nahm Haratscheuskich an der U20-Junioren-Weltmeisterschaft 2005 sowie den Weltmeisterschaften 2005, 2006, 2007 und 2008 teil. Des Weiteren stand er im Aufgebot Belarus’ bei der Qualifikation für die Olympischen Winterspiele 2006 in Turin.

## Erfolge und Auszeichnungen
| - 2004 Belarussischer Meister mit dem HK Junost Minsk - 2004 Belarussischer Pokalsieger mit dem HK Junost Minsk - 2005 Belarussischer Meister mit dem HK Junost Minsk - 2006 Belarussischer Meister mit dem HK Junost Minsk - 2007 IIHF-Continental-Cup-Gewinn mit dem HK Junost Minsk - 2007 Zweites All-Star-Team der belarussischen Extraliga | - 2008 Belarussischer Vizemeister mit dem HK Junost Minsk - 2009 Belarussischer Meister mit dem HK Junost Minsk - 2011 Ukrainischer Meister mit dem HK Donbass Donezk - 2013 Gewinn des IIHF Continental Cup mit dem HK Donbass Donezk - 2014 Meister des Wysschaja Hockey-Liga mit dem HK Saryarka Karaganda |